# Кањане
Кањане су насељено мјесто у саставу града Дрниша, у сјеверној Далмацији, Шибенско-книнска жупанија, Република Хрватска.

## Географија
Насеље је удаљено око 9 км источно од Дрниша. Налазе се на источном ободу Петровог поља, у подножју планине Свилаје.

## Историја
За вријеме Другог свјетског рата, село Кањане је било четничко упориште. Војвода Момчило Ђујић је 20. априла 1943. године издао наређење о искључивању Кањана из Динарске четничке организације, због одбијања наређења и непослушности. Сви православни становници овог села нису више сматрани Србима и препуштени су на милост и немилост непријатеља. Ипак је на крају рата било четника из Кањана, који су под вођством Ђујића емигрирали из Југославије.
Кањане се од распада Југославије до августа 1995. године налазило у Републици Српској Крајини.

## Култура
У Кањанама се налази храм Српске православне цркве Свете Петке из 1782. године.

## Становништво
Према попису становништва из 2001. године, Кањане је имало 17 становника. Насеље је према попису становништва из 2011. године имало само 3 становника.
| Националност       | 2001.       | 1991.        | 1981.        | 1971.        | 1961.        |
| Срби               | 10 (58,82%) | 213 (91,41%) | 328 (89,37%) | 401 (90,31%) | 447 (90,30%) |
| Хрвати             | 7 (41,17%)  | 20 (8,58%)   | 23 (6,26%)   | 36 (8,10%)   | 41 (8,28%)   |
| Југословени        |             |              | 11 (2,99%)   | 1 (0,22%)    | 3 (0,60%)    |
| остали и непознато |             |              | 5 (1,36%)    | 6 (1,35%)    | 4 (0,80%)    |
| Укупно             | 17          | 233          | 367          | 444          | 495          |

| Демографија | Демографија | Демографија |
| Година      | Становника  | Становника  |
| ----------- | ----------- | ----------- |
| 1857.       | 447         |             |
| 1880.       | 364         |             |
| 1890.       | 400         |             |
| 1900.       | 433         |             |
| 1910.       | 474         |             |
| 1921.       | 401         |             |
| 1931.       | 507         |             |
| 1948.       | 510         |             |
| 1953.       | 514         |             |
| 1961.       | 495         |             |
| 1971.       | 444         |             |
| 1981.       | 367         |             |
| 1991.       | 233         |             |
| 2001.       | 17          |             |
| 2011.       |             | 3           |

- напомене:

У 1869. подаци су садржани у насељу Кадина Главица.

## Попис 1991.
На попису становништва 1991. године, насељено место Кањане је имало 233 становника, следећег националног састава:
| Попис 1991.‍ | Попис 1991.‍ | Попис 1991.‍ | Попис 1991.‍ | Попис 1991.‍ |
| ----------- | ----------- | ----------- | ----------- | ----------- |
|             |             |             |             |             |
| Срби        | Срби        |             | 213         | 91,41%      |
| Хрвати      | Хрвати      |             | 20          | 8,58%       |
| укупно: 233 |             |             |             |             |

## Презимена
- Вујић — Православци, славе Ђурђевдан
- Грачанин — Православци, славе Св. Стефана
- Гушавац — Православци, славе Ђурђевдан
- Колар — Православци, славе Св. Стефана
- Лађевић — Православци, славе Ђурђевдан
- Миодраг — Православци, славе Св. Архангела
- Ракетић — Православци, славе Лазареву Суботу
- Татић — Православци, славе Св. Николу
- Шолић — Православци, славе Ђурђевдан
- Шормаз — Православци, славе Св. Николу